# Ulungur He
Ulungur He (także Urungu, Bulgan gol; chiń. upr. 乌伦古河; chiń. trad. 烏倫古河; pinyin Wūlúngǔ Hé; mong. Булган гол, Bulgan gol, dosł. „rzeka sobolowa”) – rzeka w północno-zachodnich Chinach (Sinciang) i południowo-zachodniej Mongolii.
Liczy ok. 700 km (ok. 250 km na terytorium Mongolii) a powierzchnia jej dorzecza wynosi ok. 50 tys. km². Źródła znajdują się w Mongolii, w Ałtaju Mongolskim. W swoim górnym biegu płynie wąską, głęboką doliną w kierunku południowym. W okolicach miejscowości Bürenchajrchan, na przedgórzu Ałtaju Mongolskiego, zmienia swój kierunek i skręca na zachód, gdzie wpływa na terytorium Chin, przepływa północną część Kotliny Dżungarskiej i uchodzi do jeziora Ulungur Hu lub Jili Hu. Zimą zamarza. Wykorzystywana do nawadniania.
Formalnie jest częścią basenu bezodpływowego, ale jezioro Ulungur Hu położone jest tylko o 2 km od koryta Czarnego Irtyszu i niejednokrotnie łączyło się z tą rzeką, dlatego też fauna wodna Ulungur He jest podobna do fauny w Irtyszu. Obecnie istnieje sztuczny rów łączący Irtysz i Ulungur Hu.
Ulungur He (właściwie szeroka dolina na terenie Mongolii powyżej granicy z Chinami) jest naturalnym obszarem, w którym występuje endemiczny, środkowoazjatycki podgatunek bobra europejskiego (Castor fiber birulai). W celu ochrony tej strefy stworzono w 1965 roku rezerwat przyrody Bulgan gol.